# Надь, Ласло (фигурист)
Ла́сло Надь (венг. Nagy László; 13 августа 1927, Сомбатхей — 19 апреля 2005) — венгерский фигурист.
Выступал в парном катании вместе со своей сестрой Марианной Надь.
Эта пара была чемпионами Европы в 1950 и 1955 годах (в 1953, 1956 и 1957 годах — серебряные медали, в 1952 году — бронзовые). Они также завоевали бронзовые медали на Зимних Олимпийских играх 1952 и 1956 годов и бронзовые медали двух чемпионатов мира — в 1953 и 1955 годах. Участник зимних Олимпийских игр в 1948 году.

## Результаты выступлений
| Соревнования       | 1948 | 1949 | 1950 | 1951 | 1952 | 1953 | 1954 | 1955 | 1956 | 1957 | 1958 |
| ------------------ | ---- | ---- | ---- | ---- | ---- | ---- | ---- | ---- | ---- | ---- | ---- |
| Олимпийские игры   | 7    |      |      |      | 3    |      |      |      | 3    |      |      |
| Чемпионаты мира    | 7    | 4    | 3    |      |      | 3    |      | 3    |      |      | 7    |
| Чемпионаты Европы  |      | 2    | 1    |      | 3    | 2    |      | 1    | 2    | 2    | 4    |
| Чемпионаты Венгрии |      |      | 1    | 1    | 1    |      | 1    | 1    | 1    | 1    | 1    |